# 포천 흥룡사 청암부도
포천 흥룡사 청암부도는 대한민국 경기도 포천시 이동면 도평리에 있는 승탑이다. 1986년 4월 9일 포천시의 향토유적 제33호로 지정되었다.

## 개요
청암스님의 사리를 모긴 부도이다.